# 李友志
李友志（1956年5月—），湖南常德人。男，汉族。1980年8月参加工作，1985年12月加入中国共产党。常德师范学校师范专业毕业，湖南大学工商管理硕士学位，高级会计师。
1978年9月至1980年8月在常德师范学校师范专业学习。1980年8月至1984年12月任常德地区教委计财科科员。1984年12月至1985年9月任常德地区财政局干部。1985年9月至1985年12月任常德地区财政局办公室副主任。1985年12月至1986年7月任常德地区财政学校副校长。
1986年7月至1991年5月任湖南省财政厅行财处干部（其间于1987年8月至1990年6月在中央党校函授学院大专班经济专业学习）。1991年5月至1993年8月任湖南省财政厅行财处副处长。1993年8月至1995年10月任湖南省财政厅行财处、文教行政处处长兼社会保障处处长。1995年10月至2003年2月任湖南省财政厅副厅长、党组成员（其间于1994年9月至1998年12月在湖南大学国际商学院工商管理专业在职研究生学习，获工商管理硕士学位）。2003年2月至2007年4月任湖南省财政厅厅长、党组书记（其间于2005年9月至2005年12月在中国浦东干部学院中青年干部培训班学习）。2007年4月至2008年8月任湖南省人民政府党组成员，省财政厅厅长、党组书记。
2008年8月至2011年9月任湖南省人民政府省长助理、党组成员，省财政厅厅长、党组书记。2011年9月至2016年3月，任湖南省人民政府副省长。2016年1月，当选湖南省人大常委会副主任。
2008年，当选第十一届全国人大代表。